# Харроу-он-те-Хилл (станция метро)
«Харроу-он-зе-Хилл» (англ. Harrow-on-the-Hill) — станция лондонского метро. На станции останавливаются поезда линии Метропо́литен. Линия здесь разветвляется — часть поездов следует по главному ходу в сторону Амершема на станцию «Северный Харроу», другая часть по ветке до Аксбриджа на станцию «Западный Харроу». Относится к пятой тарифной зоне.

## История станции
С 1880 по 1894 годы станция называлась «Harrow».

## Галерея

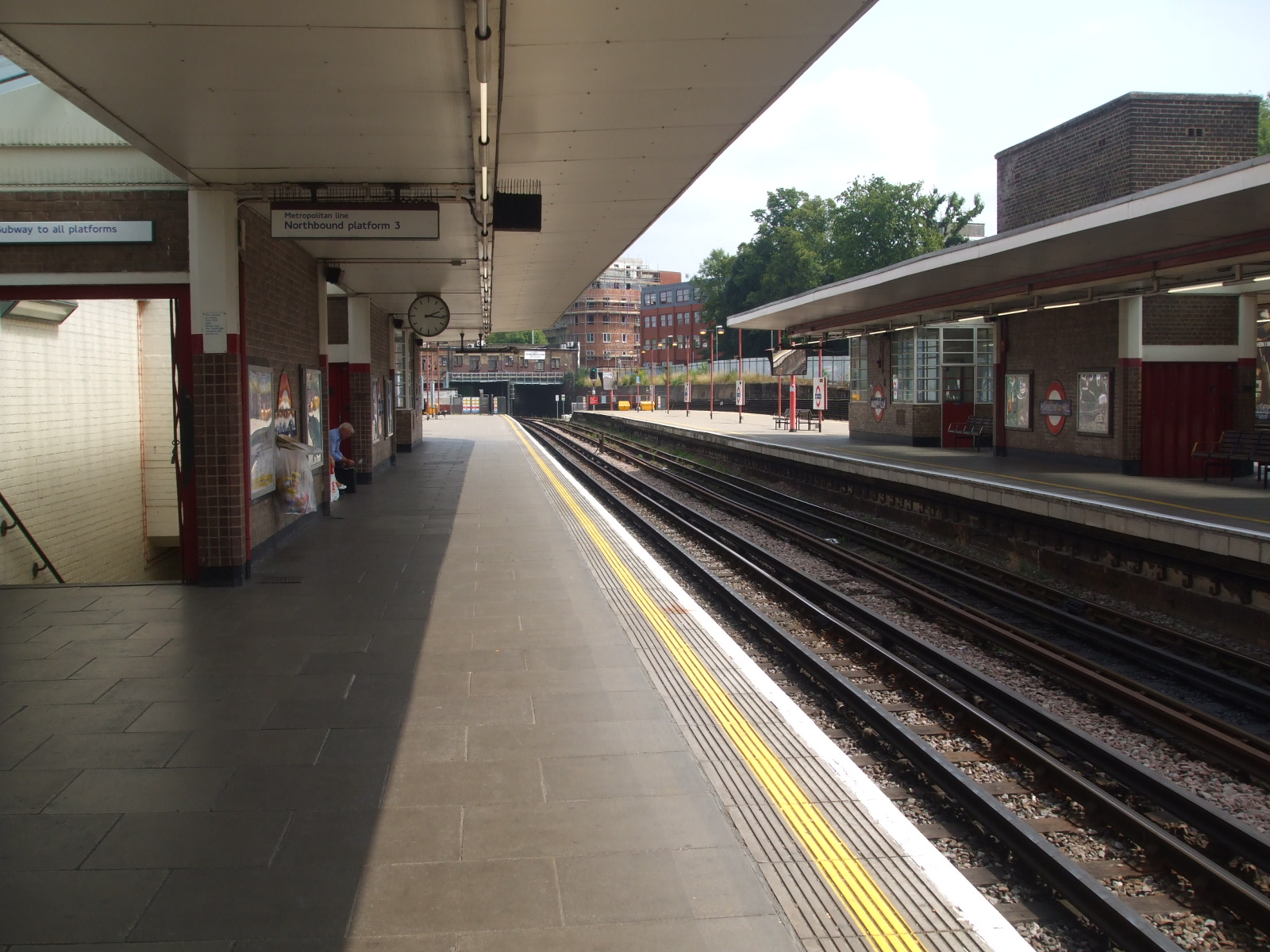
Платформа
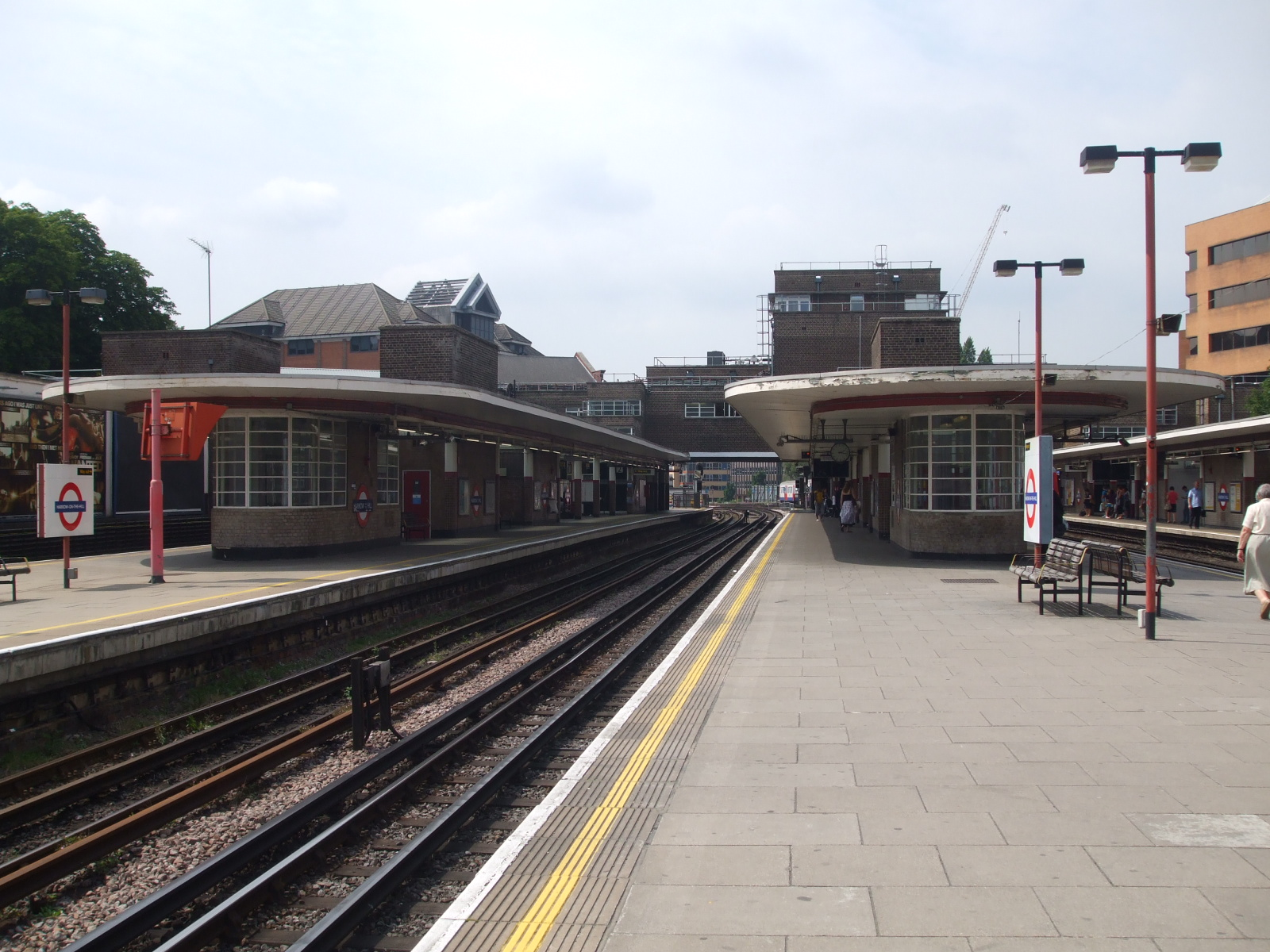
Платформа
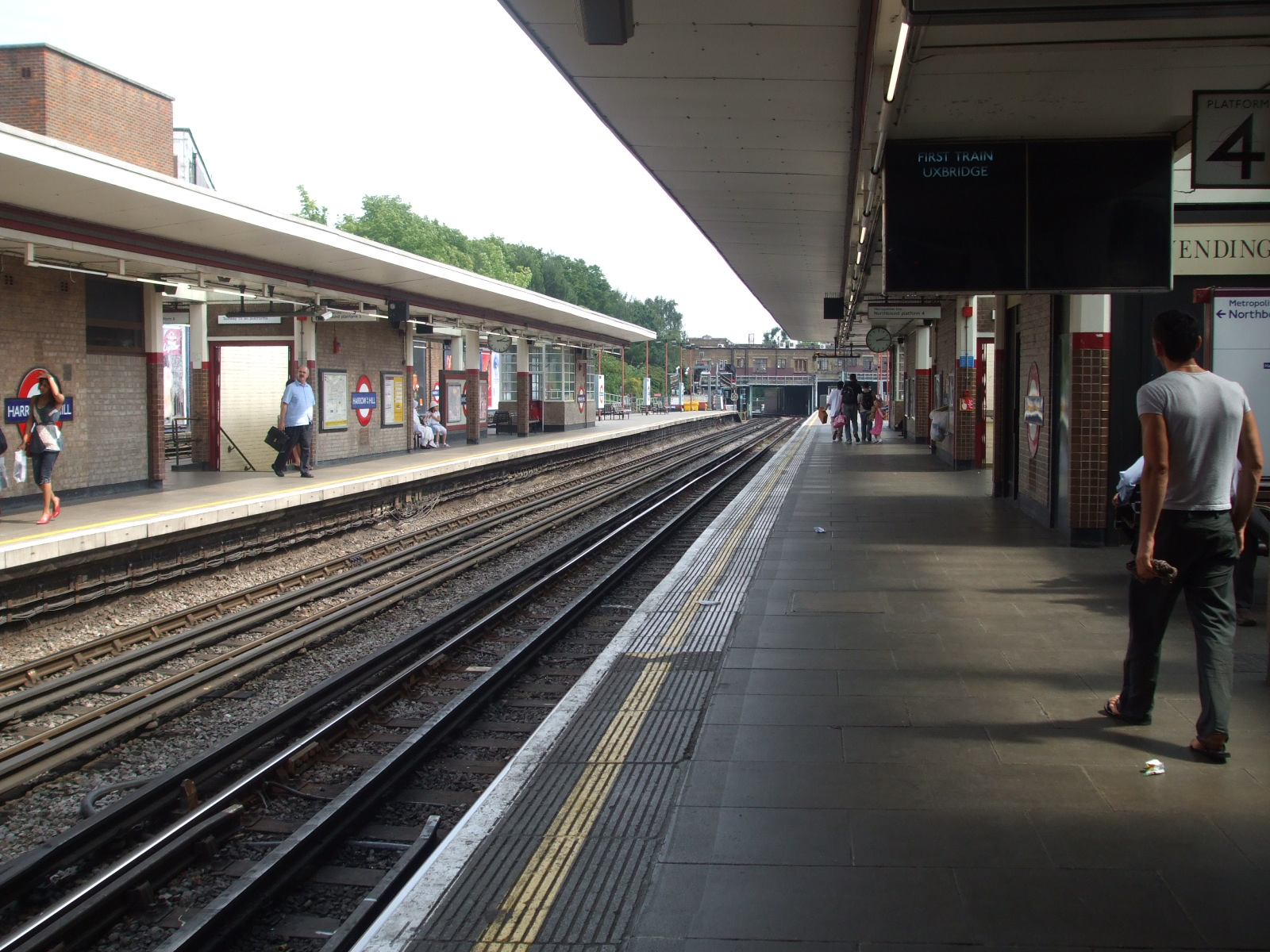
Платформа
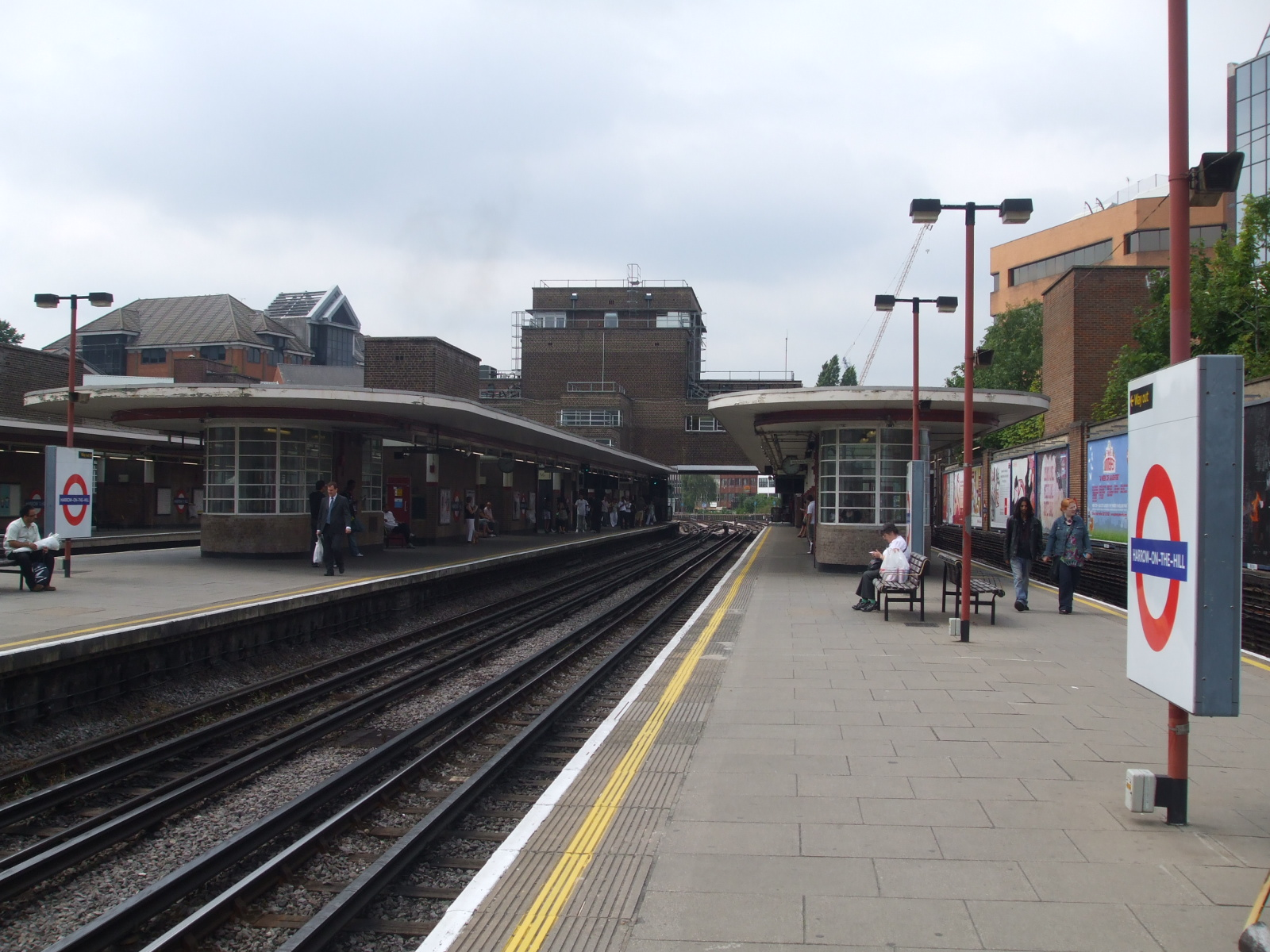
Платформа
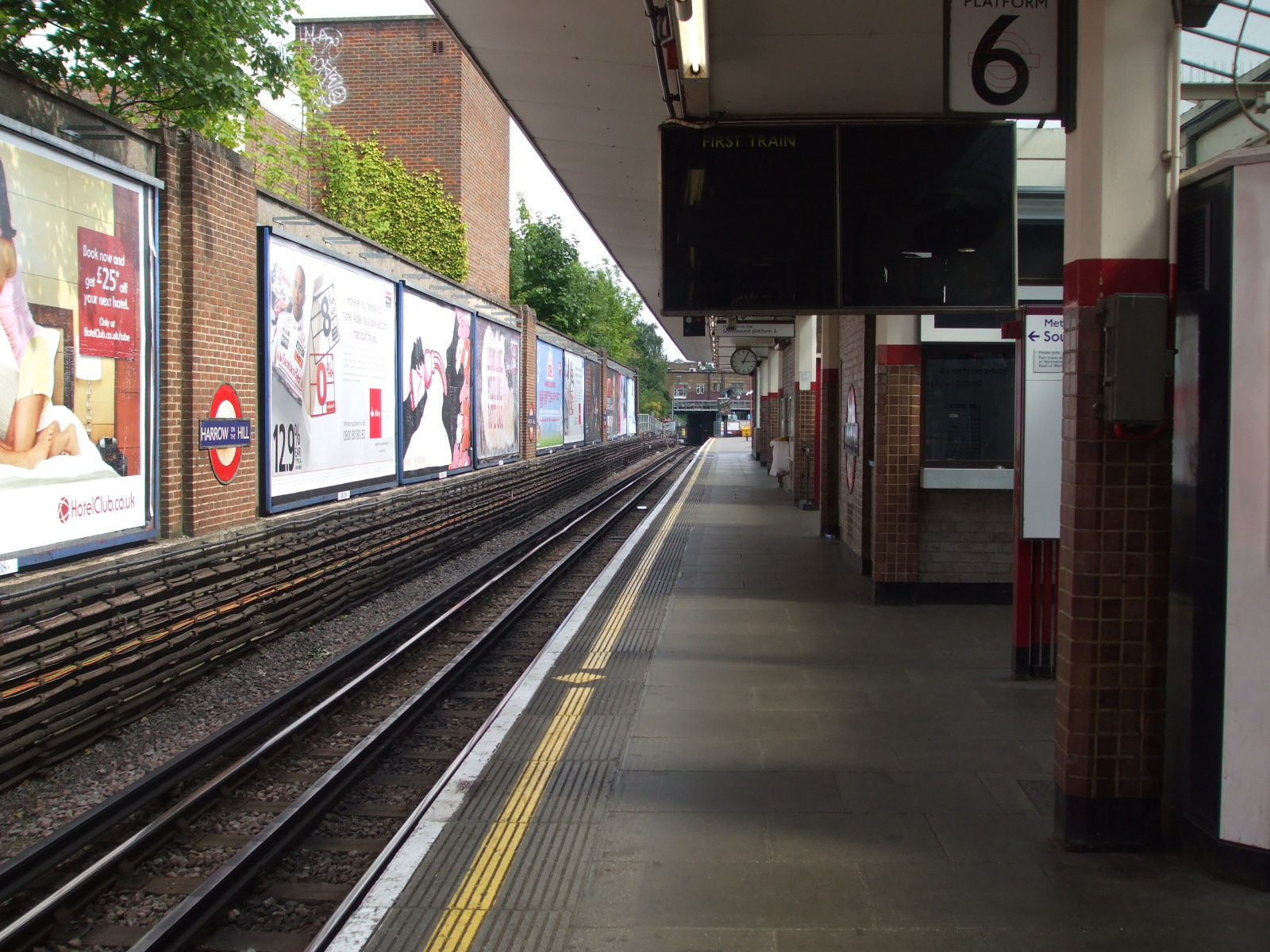
Платформа
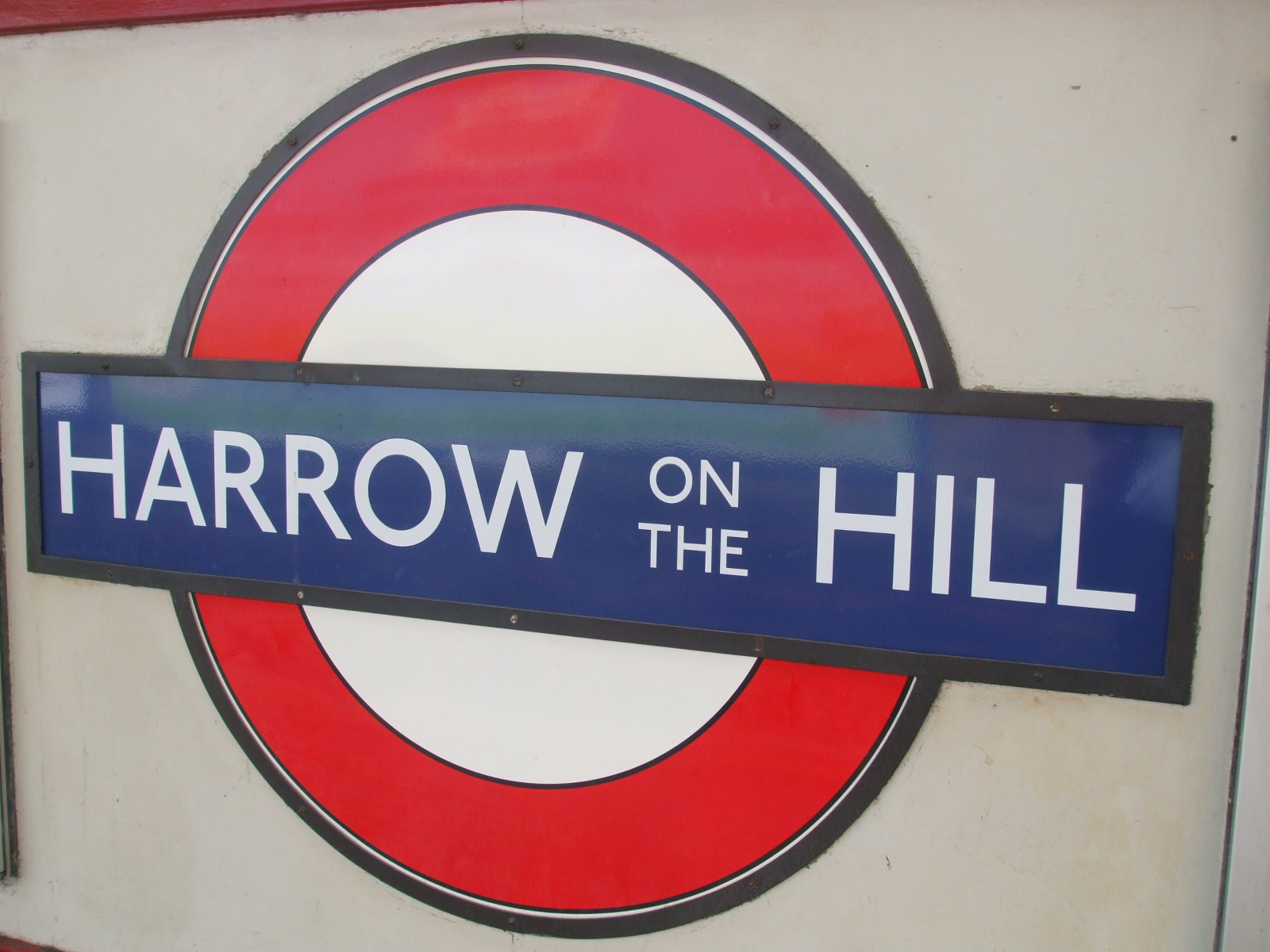
Рондель станции
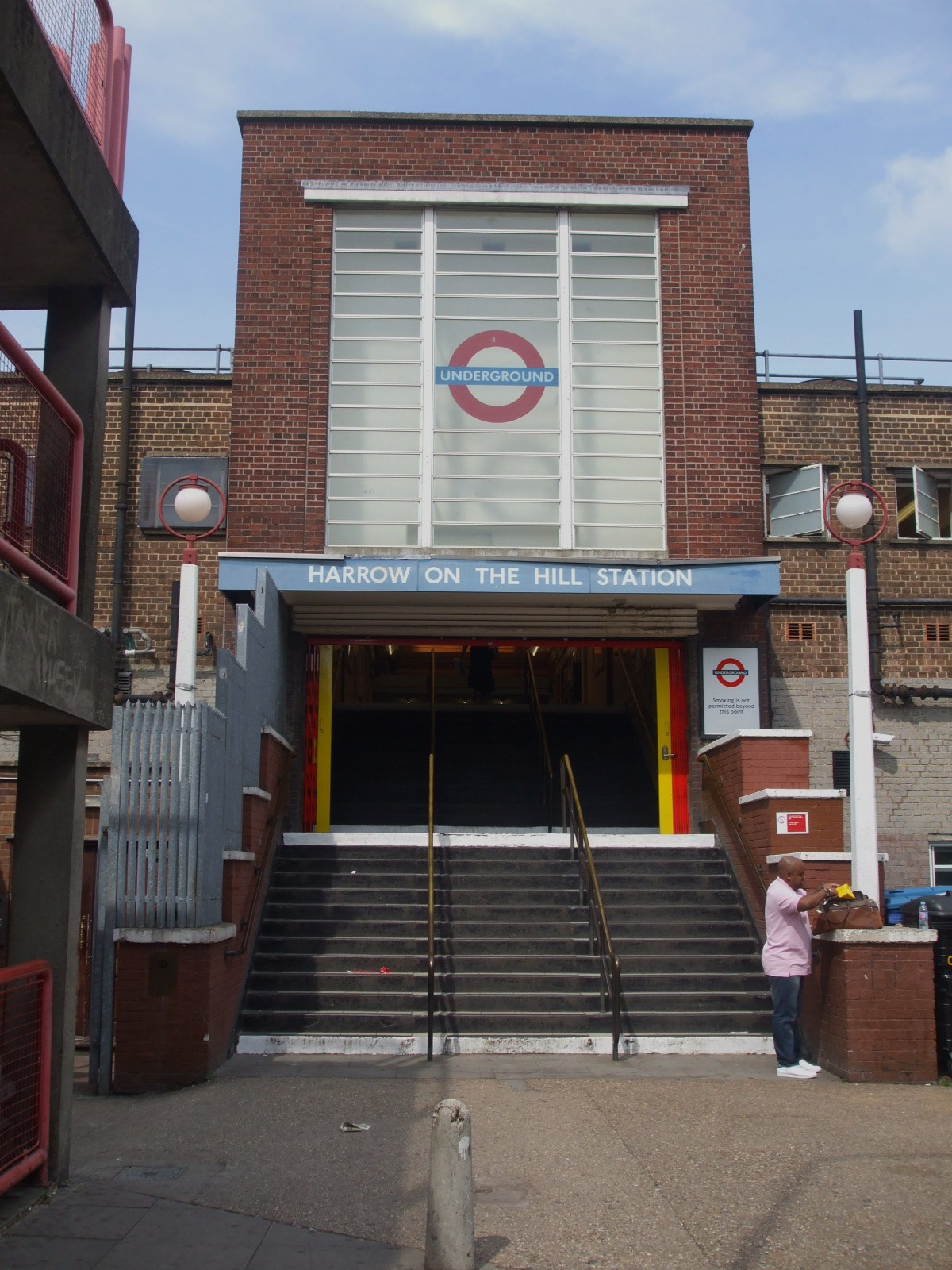
Вход на станцию